# Phrixgnathus filicostus
Phrixgnathus filicostus är en snäckart som först beskrevs av Suter 1907.  Phrixgnathus filicostus ingår i släktet Phrixgnathus och familjen punktsnäckor. Inga underarter finns listade i Catalogue of Life.